# Yayla, Salıpazarı
Yayla là một xã thuộc huyện Salıpazarı, tỉnh Samsun, Thổ Nhĩ Kỳ. Dân số thời điểm năm 2010 là 531 người.